# Millwood (Waszyngton)
Millwood – miasto w Stanach Zjednoczonych, w stanie Waszyngton, w hrabstwie Spokane.